# Gephyromantis pseudoasper
Gephyromantis pseudoasper is een kikker uit de familie gouden kikkers (Mantellidae). De soort werd voor het eerst wetenschappelijk beschreven door Jean Marius René Guibé in 1974. Oorspronkelijk werd de wetenschappelijke naam Mantidactylus pseudoasper gebruikt. De soort behoort tot het geslacht Gephyromantis.

## Leefgebied
De kikker is endemisch in Madagaskar. De soort komt voor in het noorden van het eiland en leeft op een hoogte van tot de 900 meter boven zeeniveau. De soort komt ook voor op het eiland Nosy Be.

## Synoniemen
- Mantidactylus glandulosus Methuen & Hewitt, 1913
- Mantidactylus pseudoasper Guibé, 1974